# Star Arcade
Star Arcade est une société finlandaise créée en 2010. Cette société a développé plusieurs jeux vidéo comme : Diamonds Paradise, King of words et Jelly Wars. Star Arcade est spécialisée dans le jeu social, et ce sur différentes plateformes telles que : iOS, Android, Windows Phone, Symbian, S40, Meego, Maemo, BB10, Bada, ou bien Facebook. Les jeux développés sont gratuits. Cependant les joueurs peuvent acquérir une version payante (premium), ou bien de la monnaie virtuelle, ex : diamants, ressources, etc..

## Jeux publiés
| Année | Nom                 | Plateformes                                                       |
| ----- | ------------------- | ----------------------------------------------------------------- |
| 2011  | TicTacToe           | iOS, Android, Windows Phone, Facebook, Symbian, Meego, Maemo      |
| 2011  | Mancala             | iOS, Android, Symbian, Maemo, Meego                               |
| 2011  | Ayo                 | Android                                                           |
| 2011  | Diamonds Capture    | iOS, Android, Windows Phone, Facebook, Symbian, Maemo, Meego, S40 |
| 2011  | Reversi             | iOS, Android, Symbian, Maemo, Meego                               |
| 2011  | Jelly wars          | iOS, Android, Windows Phone, BB10, Symbian, Maemo, Meego          |
| 2011  | Rock Paper Scissors | Android                                                           |
| 2011  | Diamonds Paradise 1 | iOS, Android, Windows Phone, Symbian, Maemo, Meego                |
| 2012  | Memory Game         | iOS, Android, Symbian, Maemo, Meego                               |
| 2012  | BattleShips         | iOS, Android, Windows Phone, BB10, Symbian, Maemo, Meego          |
| 2012  | Crazy Gardens       | iOS, Android, Windows Phone, Symbian, Maemo, Meego                |
| 2012  | Spawned             | iOS, Android, Symbian, Maemo, Meego                               |
| 2012  | Diamonds Paradise   | iOS, Android                                                      |
| 2013  | King of words       | iOS, Android, Facebook                                            |
| 2014  | Jelly Wars 2.0      | NC                                                                |

## Nominations
- En février 2012, Star Arcade se classe deuxième à la « Mobile Application Week » à Helsinki[6].
- En octobre 2012, à la conférence "Global Mobile Internet", Star Arcade a été nommé pour le meilleur prix dans la catégorie "Best Growth Stage Start-Up"[7].
- Par la suite la société  fut nommée dans le magazine «Mobile Entertainment», dans la catégorie "Best Social Game Provider"[8] et en mars 2013, Star Arcade était finaliste à la compétition européenne du « Red Herring's Top 100 »[9].